# Ernesto Sprega
Ernesto Sprega (* 1829 in Rom; † 1911) war ein italienischer Maler und Keramikkünstler.

## Leben
Sein Vater, ein Kunsttischler, vermittelte ihm eine Lehrstelle bei einem Tischler in Rom. 1844 begann er ein Zeichenstudium an der Accademia di San Luca. Er erlernte die Kunst der Keramik und arbeitete als Schüler von Alessandro Mantovani an der Restaurierung der Vatikanischen Loggien.
In Siena erlernte er die Keramikmalerei und zog 1877 nach Monaco, um die Leitung der Poterie Artistique de Monaco zu übernehmen, die er bis zu deren Schließung innehatte. Dort entwickelte er die Technik des keramischen Rohrgeflechts. Spregas Keramiken, darunter das berühmte Monaco-Ei, wurden auf internationalen Ausstellungen mit zahlreichen Preisen ausgezeichnet.
Sprega arbeitete auch im Fürstenpalast, wo er die Palastkapelle und die Privatgemächer des Fürsten mit Fresken ausstattete.
Sein Hauptwerk führte er in der Chapelle de la Misericorde aus.